# Hydra Spyder
Hydra Spyder – sportowa amfibia z otwartym dachem (kabriolet) produkowana przez Cami, LLC od 2006 roku. Pojazd ten potrafi przewieźć 4 pasażerów. Silnik 6.0 LS2 V8 o mocy 500 KM pochodzi z Chevroleta Corvette z jedną modyfikacja, że zasilany jest specjalną mieszanką etanolu. Prędkość maksymalna na lądzie wynosi 202 km/h i 85 km/h na wodzie. Firma twierdzi, że pojazd jest niezatapialny, ponieważ jest stworzony z pianki. Pojazd kieruje się normalnie na lądzie, a aby pływać należy wcisnąć przełącznik znajdujący się na desce rozdzielczej, po czym koła unoszą się do góry i napęd przenoszony jest na śruby.